# Großsteingrab Lehmberg
Das Großsteingrab Lehmberg ist eine megalithische Grabanlage der jungsteinzeitlichen Trichterbecherkultur bei Lehmberg, einem Ortsteil von Waabs im Kreis Rendsburg-Eckernförde in Schleswig-Holstein. Es trägt die Sprockhoff-Nummer 67.

## Lage
Das Grab befindet sich unmittelbar westlich von Lehmberg auf einem Feld. In der näheren Umgebung gibt es zahlreiche weitere Großsteingräber: 1,2 km ostnordöstlich befindet sich das Großsteingrab Langholz, 1,2 km nordnordwestlich das Großsteingrab Sophienhof, 1,9 km nordnordwestlich die Großsteingräber bei Rothensande, 2 km nördlich die Großsteingräber bei Kleinwaabs und 2,9 km westsüdwestlich das Großsteingrab Karlsminde.

## Beschreibung
Die Anlage besitzt ein ost-westlich orientiertes rechteckiges Hünenbett mit einer Länge von etwa 20 m und einer Breite von etwa 6 m. Von der Umfassung sind vor allem an den Langseiten noch zahlreiche Steine erhalten. Ernst Sprockhoff konnte 1959 insgesamt noch 29 Steine ausmachen. Besonders an der Nordseite stehen noch viele Steine in situ. Die Grabkammer befindet sich in der Osthälfte des Bettes und ist quer zu diesem gestellt. Es handelt sich um einen erweiterten Dolmen mit einer Länge von 2–2,1 m. Es sind zwei Wandsteinpaare an den Langseiten und der nördliche Abschlussstein in situ erhalten. Der leicht verschobene südliche Abschlussstein nahm ursprünglich nur die Hälfte der Schmalseite ein und ließ an der Südwestecke einen Zugang frei. Von den ursprünglich zwei Decksteinen ist nur der südliche erhalten. Zwei besonders große Steine am Westende des Hünenbetts wurden von Sprockhoff als mögliche Decksteine einer zweiten Grabkammer angesehen.
Etwa in der Mitte des Hünenbetts befindet sich eine moderne Steinsetzung in Form eines Tisches, einer Bank und zwei Stühlen. Nach Sprockhoff dürften für deren Errichtung Steine des Grabes verwendet worden sein.